# Microtropis macrocarpa
Microtropis macrocarpa là một loài thực vật có hoa trong họ Dây gối. Loài này được C.Y.Cheng & T.C.Kao mô tả khoa học đầu tiên năm 1988.